# Ingvar Carlsson (reli-vozač)
Ingvar Carlsson (2. travnja 1947. – 28. listopada 2009.) bio je švedski reli-vozač.
Carlsson je rođen u gradu Örebro, a karijeru je započeo tijekom kasnih 1960-ih, natječući se u nacionalnom reliju u automobilu Volvo PV544. Prvi nastup na Svjetskom prvenstvu u reliju zabilježio je u sezoni 1974. kada je vozio automobil Datsun 260Z na Reliju Portugal. Kasnije, te godine vozio je Fiat Abarth 124 na Reliju Velika Britanija, te 1975. na Reliju Švedska, gdje je završio kao peti, ispred timskog kolege Markku Aléna.
Nekoliko godina je vozio za BMW, iako je 1980. vozio i Mercedes. Godine 1984. priključio se momčadi Mazda.  Godine 1987. Mazda je uvela u natjecanje Grope A model 323 4WD. Carlsson ja zabilježio prvu pobjedu u Svjetskom prvenstvu na prvoj utrci sezone 1989. u Švedskoj, a pobijedio je i na Reliju Novi Zeland kasnije te godine. Na kraju sezone 1991. Mazda je ukinula svoj reli-programa, nakon čega se Carlsson više nije natjecao u Svjetskom prvenstvu.
Ukupno je nastupio na 42 utrke svjetskog prvenstva u reliju, zabilježio dvije pobjede, te ukupno četiri puta završio na pobjedničkom podiju.